# 동성자막고
동성자막고(東城子莫古, ?~?)는 백제의 관리이다. 554년, 일본에 파견되어, 1년 전에 먼저 도착해 일본에 백제의 문문들을 전해주던 동성자언(東城子言)과 교대했다.